# Cransac
Cransac település Franciaországban, Aveyron megyében. Lakosainak száma 1464 fő (2022. január 1.). Cransac Aubin, Auzits és Firmi községekkel határos.

## Népesség
A település népességének változása:
| Lakosok száma | 3244 | 2520 | 1821 | 1728 | 1649 | 1537 | 1508 | 1490 | 1472 | 1464 |
|               | 1968 | 1982 | 1999 | 2006 | 2011 | 2015 | 2017 | 2018 | 2020 | 2022 |